# Wilhelm Zaisser
Wilhelm Zaisser (Rotthausen, 20 de junho de 1893 – Berlim Leste, 3 de março de 1958) foi um político alemão, membro da Cámara legislativa e entre 1949  e 1954, e Ministro para a Segurança do Estado na República Democrática da Alemanha entre 1950 e 1953.

## Primeiros anos
Zaisser estudou magistério em Essen até 1913. Com o início da Primeira Guerra Mundial, incorporou-se ao exército alemão e, uma vez finalizada a guerra, retornou a Essen como professor, continuando com a sua militância no Partido Social-Democrata Independente da Alemanha. Depois do Kapp-Putsch contra Friedrich Ebert, liderou o Exército Vermelho de Ruhr, motivo pelo que foi arrestado em 1921 e obrigado a abandonar as aulas.
Abandonou os social-democratas e ingressou no Partido Comunista da Alemanha (KPD) como um militante especialmente ativo na divulgação dos ideais da organização. Chegou a fazer parte da inteligência do partido.

## Formação na URSS
Como membro ativo do KPD, viajou a Moscovo, onde se formou militar e politicamente até 1924, quando regressou a Alemanha para se incorporar ao Comité Central do Partido. Além disso, trabalhou conjuntamente com o Exército Vermelho e com os serviços de inteligência da URSS, chegando a ser ajudante militar da URSS em Síria e o norte da África primeiro e membro da Komintern na China e na República Checa. A sua colaboração com a URSS levou-o a aderir ao Partido Comunista da União Soviética, adquirindo essa nacionalidade em 1940.

## Guerra Civil Espanhola
Com a alcunha de Gómez, incorporou-se em 1936 às Brigadas Internacionais durante a Guerra Civil Espanhola como muitos outros soldados soviéticos. Rapidamente foi nomeado general de brigada, comandando a XIII Brigada Internacional, e em 1937 foi designado chefe de todas as forças internacionais pró-republicanas que operavam na Espanha. Com a retirada dos brigadistas, Zaisser regressou a Moscovo.

## Regresso à Alemanha
Em 1947 regressou à Alemanha (então RDA), para se integrar, em 1949, no Partido Socialista Unificado da Alemanha, ocupando postos de responsabilidade no governo de Saxónia-Anhalt. Entre 1949 e 1954, foi membro da Volkskammer (câmara legislativa da RDA). Ademais, em 1950, foi eleito para fazer parte do Politburo e do Comité Central do Partido. Nesse mesmo ano foi nomeado diretor da Stasi (polícia política). Porém, foi demitido em 1953 por causa das suas diferenças com Walter Ulbricht. Ademais, foi separado de todos os seus cargos depois de ter sido acusado de hostilidade com o partido por non utilizar os meios da Stasi para reprimir as revoltas de 7 de julho de 1953.
Passou os seus últimos anos a trabalhar como tradutor, até à sua morte em 1958. Foi reabilitado depois da queda do muro de Berlim em 1993.

## Outros artigos
- Stasi